# Antonio Drammis dei Drammis
Antonio Drammis dei Drammis (Brescia, 12 ottobre 1895 – Lechemti, 27 giugno 1936) è stato un militare e aviatore italiano, decorato di Medaglia d'oro al valor militare alla memoria nel corso della guerra d'Etiopia.

## Biografia
Nacque a Brescia il 12 ottobre 1895.  Nel gennaio 1915 si arruolò nel Regio Esercito, assegnato al 6º Reggimento artiglieria da fortezza. Dopo l'entrata in guerra del Regno d'Italia, avvenuta il 24 maggio dello stesso anno, fu subito operante in zona di combattimento. Aspirante ufficiale di complemento nel mese di ottobre, nel gennaio 1916 fu promosso sottotenente, e nell'ottobre dello stesso anno tenente. Partecipò ai combattimenti fino alla fine della guerra, venendo poi messo in congedo. Richiamato in servizio verso la fine del 1920, entrò in servizio permanente effettivo nel giugno 1921, conseguendo in quel periodo la laurea in giurisprudenza presso l'università di Torino. Assegnato al 14º Reggimento artiglieria pesante campale, dal novembre 1925 iniziò a frequentare la Scuola allievi ufficiale di complemento di Modena, e tre anni dopo fu assegnato in servizio al 6º Reggimento artiglieria pesante campale, restandovi anche dopo la promozione al grado di capitano (30 marzo 1928). Nel maggio 1931 conseguì il brevetto di osservatore d'aeroplano, destinato poi a prestare servizio presso la 115ª Squadriglia da ricognizione. Promosso primo capitano il 18 gennaio 1935, con l'inizio della guerra d'Etiopia fu destinato a prestare servizio in Africa Orientale Italiana, imbarcandosi a Genova il 1 maggio 1936, e sbarcando a Massaua, in Eritrea, esattamente dodici giorni dopo. Da Massaua raggiunse Addis Abeba, dove entrò in servizio nella 34ª Squadriglia ricognizione terrestre.
Rimase ucciso nel corso dell'eccidio di Lechemti il 27 giugno 1936, e per onorarne il coraggio gli fu conferita inizialmente la Medaglia d'argento al valor militare, successivamente trasformata in Medaglia d'oro alla memoria.
Una via di Brescia porta in suo nome.

### Fonti
1. 1 2 3  Ufficio Storico dell'Aeronautica Militare 1969, p. 45.
2. 1 2 3 4 5 6 7  Combattenti Liberazione.
3. ↑   Medaglia d'oro al valor militare Antonio Drammis dei Drammis, su quirinale.it, Quirinale. URL consultato il 17 settembre 2020.
4. ↑  Bollettino Ufficiale 1936, dispensa 37, pag. 619, e Bollettino Ufficiale 1937, disp. 9, pag. 182.
5. ↑  Gazzetta Ufficiale del Regno d'Italia n.122 del 27 maggio 1936, pag.1730.

### Periodici
- Ovidio Ferrante, Lekemti: la Kindu della Regia Aeronautica, in Rivista Militare, Roma, Stato Maggiore dell'Aeronautica Militare, febbraio-marzo 2006,  pp. 80-87.
- Nico Sgarlato, Le Aquile dell'Impero, in Ali di Gloria, n. 3, Parma, Delta Editrice, aprile-maggio 2012.